# Sankt Georgen an der Gusen
Sankt Georgen an der Gusen (literalmente ciudad de San Jorge junto al río Gusen) es una ciudad de mercado (en alemán, marktgemeinde) ubicada en el estado de Alta Austria, en Austria. Tiene una población estimada, a inicios de 2021, de 4.384 habitantes.

## Historia
Durante la Segunda Guerra Mundial la población fue elegida para ser sede del centro administrativo de la empresa DEST, para la explotación de la mano de obra esclava en las cantera y posteriormente en las industrias del complejo del campo de concentración de Mauthausen-Gusen. A principios de 1944 esta población se convirtió en ubicación de Gusen 2, el más brutal de los subcampos del campo de concentración de Mauthausen-Gusen. En aproximadamente 40.000 m² de túneles y cavernas excavadas junto a Sankt Georgen para la Compañía Messerschmitt estuvo operativa hasta mayo de 1945 una enorme planta, concebida según los criterios más modernos del momento, de ensamblaje para los fuselajes de los Messerschmitt Me 262, denominada con el nombre en clave B8 Bergkristall - Esche II. En algunos juicios del Tribunal Militar internacional de Núremberg se utilizó el término relativamente desconocido obras de granito de Sankt Georgen para evitar el uso de ubicaciones como Mauthausen o Gusen.